# Chilodus punctatus
Chilodus punctatus es una especie de peces de la familia Chilodontidae en el orden de los Characiformes.

## Morfología
Los machos pueden llegar alcanzar los 7,9 cm de longitud total.

## Hábitat
Vive en zonas de clima tropical 24 °C-28 °C). 

## Distribución geográfica
Se encuentran en Sudamérica:  cuencas de los ríos  Amazonas y Orinoco. 